# This Way
This Way is het vierde album van de Amerikaanse singer/songwriter Jewel. De cd kwam uit in 2001.
Van het album werden in de Verenigde Staten 1,5 miljoen exemplaren verkocht. In Nederland stond This Way 21 weken in de Album Top 100, met de 15de plaats als hoogste positie.
De eerste single van het album, Standing still, werd een bescheiden hit in diverse landen, waaronder Nederland. Hierna volgden met minder succes nog drie singles: Break Me, This Way en Serve The Ego.

## Tracklist
1. "Standing Still" 4:30
2. "Jesus Loves You" 3:20
3. "Everybody Needs Someone Sometime" 4:08
4. "Break Me" 4:04
5. "Do You Want To Play" 2:55
6. "Till We Run Out Of Road" 4:45
7. "Serve The Ego" 4:57
8. "This Way" 4:16
9. "Cleveland" 4:09
10. "I Won't Walk Away" 4:45
11. "Love Me, Just Leave Me Alone" 3:47
12. "The New Wild West" 4:47
13. "Grey Matter (Live)" 4:35
14. "Sometimes It Be That Way (Live)" 3:44